# 14 ربيع الأول
- السبت
- الأحد
- الاثنين
- الثلاثاء
- الأربعاء
- الخميس
- الجمعة

- 2923 أغسطس 2025
- 124 أغسطس 2025
- 225 أغسطس 2025
- 326 أغسطس 2025
- 427 أغسطس 2025
- 528 أغسطس 2025
- 629 أغسطس 2025
- 730 أغسطس 2025
- 831 أغسطس 2025
- 91 سبتمبر 2025
- 102 سبتمبر 2025
- 113 سبتمبر 2025
- 124 سبتمبر 2025
- 135 سبتمبر 2025
- 146 سبتمبر 2025
- 157 سبتمبر 2025
- 168 سبتمبر 2025
- 179 سبتمبر 2025
- 1810 سبتمبر 2025
- 1911 سبتمبر 2025
- 2012 سبتمبر 2025
- 2113 سبتمبر 2025
- 2214 سبتمبر 2025
- 2315 سبتمبر 2025
- 2416 سبتمبر 2025
- 2517 سبتمبر 2025
- 2618 سبتمبر 2025
- 2719 سبتمبر 2025
- 2820 سبتمبر 2025
- 2921 سبتمبر 2025
- 3022 سبتمبر 2025
- 123 سبتمبر 2025
- 224 سبتمبر 2025
- 325 سبتمبر 2025
- 426 سبتمبر 2025

14 ربيع الأوَّل أو 14 ربيع الأنوار أو يوم 14 \ 3 (اليوم الرابع عشر من الشهر الثالث) هو اليوم الثالث والسبعين من أيَّام السنة (أو الرابع والسبعين لو كان شهر صفر مُتممًا لليوم الثلاثين) وفق التقويم الهجري القمري (العربي). يبقى بعده 281 أو 282 يومًا لانتهاء السنة.

## أحداث
- 170هـ - تولي هارون الرشيد الخلافة الإسلامية.
- 1150هـ - الإمبراطورية الرومانية المقدسة تعلن الحرب على الدولة العثمانية، بعد هزيمة حليفتها روسيا أمام العثمانيين في شبه جزيرة القرم، ووقوع مائة ألف روسي في الأسر.
- 1341هـ - قيام مصطفى كمال أتاتورك، وكانت بيده مقاليد الأمور في تركيا بإلغاء منصب السلطنة العثمانية ونفى السلطان محمد السادس، وكان ذلك تمهيدًا لإلغاء الخلافة الإسلامية، ونفى جميع أسرة آل عثمان التي حكمت العالم الإسلامي خمسة قرون.
- 1356هـ - مجلس مديرية الدقهلية في مصر يمنح شعبة الإخوان المسلمون المنصورة دعمًا ماليًا سنويًا، وكان هذا أول دعم رسمي منتظم ومعلن للجماعة.
- 1360هـ - القوات الألمانية بقيادة المشير إرفين رومل تنجح بالاستيلاء على مدينة سرت الليبية وتطرد القوات البريطانية منها.
- 1379هـ - الرئيس الفرنسي ديغول يعترف للجزائريين بحق تقرير مصيرهم.
- 1380هـ -
  - السنغال تستقل عن فرنسا بعد احتلال دام أكثر من ثلاثمائة عام، وانتخاب «ليوبولد سنغور» رئيسًا للبلاد.
  - محمد علي كلاي يفوز بالميدالية الذهبية في دورة الألعاب الأولمبية بمدينة روما. وكانت تلك بداية الشهرة العالمية التي احرزها، ولكنْ باسمه الأصلي آنذاك كاسيوس وليس محمد علي الذي اكتسبه بعد اشهار إسلامه.
- 1399هـ - انتصار الثورة الإسلامية في إيران بقيادة الإمام روح الله الموسوي الخميني.
- 1401هـ -
  - وقوع زلزال إريان بإندونيسيا بقوة 6.8 على مقياس ريختر أدى إلى مقتل 305 شخص وحوالي 1000 مفقود في الجبال ودفنت الانهيارات الأرضية العديد من القرى.
  - مسؤولين إيرانيون وأمريكيون يوقعون اتفاقًا على إطلاق 52 محتجز في السفارة الأمريكية في طهران.
- 1417هـ -
  - المعارضة العراقية تعلن فشل عملية لاغتيال الرئيس صدام حسين، وإعدام ثلاثة عسكريين قادوا المحاولة.
  - الرياضية السورية غادة شعاع تفوز بالميدالية الذهبية لسباعي ألعاب القوى في أولمبيات أطلنطا في الولايات المتحدة.
- 1425هـ - رفض مبدئي لخطة أرئيل شارون بسحب القوات الإسرائيلية من قطاع غزة وتفكيك المستوطنات فيها.
- 1432هـ -
  - اندلاع الثورة الشعبية في ليبيا ضد نظام معمر القذافي.
  - قوات الأمن البحرينية تفض بالقوة اعتصام المحتجين في دوار اللؤلؤة، وأدى ذلك إلى مقتل 4 مواطنين وجرح 250 آخرين.
- 1435هـ - بدء ترحيل الآلاف من السلفيين من دماج شمال اليمن مع بدء تنفيذ اتفاق وُقع عليه لإنهاء حصار دماج.
- 1436هـ - عُلماء آثار يُعلنون اكتشافهم مقبرة ملكة مصريَّة فرعونيَّة تُدعى خنتكاوس الثالثة.
- 1437هـ - مقتل قائد جيش الإسلام المُشارك في الحرب ضدَّ النظام السوري مُحمَّد زهران علُّوش بِغارةٍ جويَّةٍ روسيَّة.
- 1442هـ - زلزال في بحر إيجة بقوة 7 ريختر، أدى لوفاة وإصابة العشرات في إزمير التركية، كما وقعت خسائر بشرية ومادية في اليونان.
- 1446هـ - مقتل 37 شخصًا على الأقل وإصابة ما يزيد عن 3,400 آخرين جراء انفجارات أجهزة نداء يستخدمها عناصر وقياديُّون من حزب الله في لبنان وسورية.

## مواليد
- 1338هـ - رزوق فرج رزوق، أستاذ جامعي وشاعر عراقي.
- 1369هـ - نيللي، ممثلة مصرية.
- 1373هـ - أحمد صيام، ممثل مصري.
- 1380هـ - عبد الله عبد الله، سياسي أفغاني.
- 1382هـ - إكليل ظنين، رئيس جزر القمر.
- 1390هـ - مصطفى شعبان، ممثل مصري.
- 1393هـ - روجينا، ممثلة مصرية.
- 1402هـ - حسن محمد، ممثل ومذيع بحريني.
- 1404هـ - محمود أفشار، عالم سياسي، صحفي، محام، كاتب وشاعر إيراني.

## وفيات
- 179 هـ - مالك بن أنس، فقيه ومحدِّث مسلم، وثاني الأئمة الأربعة عند أهل السنة والجماعة، وصاحب المذهب المالكي.[1]
- 64هـ - يزيد بن معاوية، الخليفة الثاني من خلفاء دولة بني أمية.
- 148هـ - سليمان بن مهران الأعمش، محدث.
- 170هـ - أبو محمد موسى الهادي، الخليفة العباسي الرابع.
- 552هـ - سنجر بن ملكشاه السلجوقي، السلطان السلجوقي السادس.
- 1238هـ - سليمان بن محمد، سلطان مغربي.
- 1366هـ - حسين الطباطبائي القمي، فقيه إيراني.
- 1437هـ - مُحمَّد زهران علُّوش، قائد جيش الإسلام.
- 1438هـ - زبيدة ثروت، ممثلة مصرية.

## وصلات خارجية
- موقع قصة الإسلام: حدث في شهر ربيع الأوَّل.